# Duc de Leeds

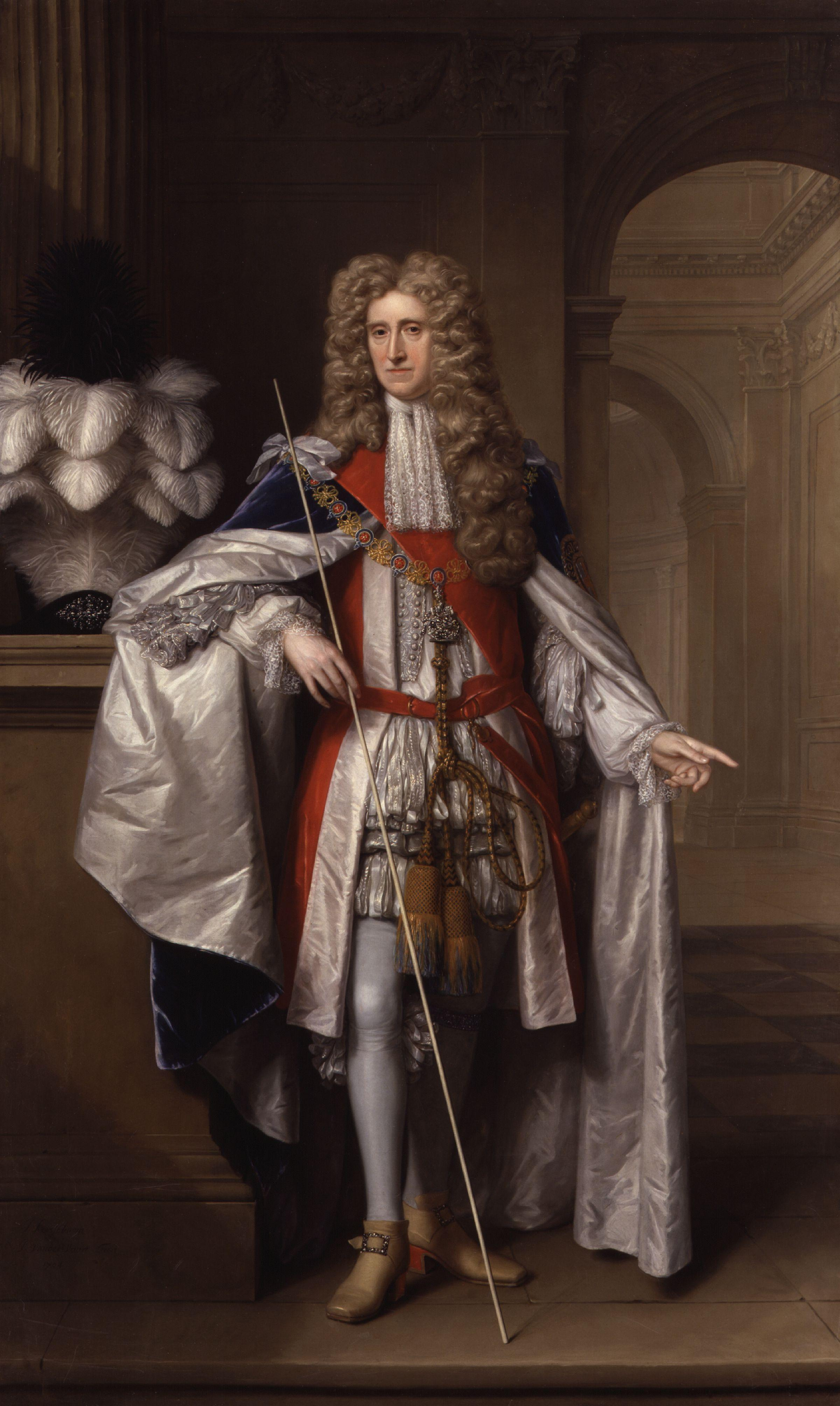
Thomas Osborne, 1er duc de Leeds

Duc de Leeds était un titre de la pairie d'Angleterre. Il fut créé en 1694 pour Thomas Osborne (1er duc de Leeds).
Le titre est nommé d'après la ville de Leeds dans le Yorkshire et non, comme il est parfois dit, en référence au Château de Leeds, situé dans le village de Leeds, dans le Kent.
Le siège principal du duché se trouvait à Hornby Castle, Yorkshire.
Après la mort de Francis D'Arcy-Osborne, le 7e duc de Leeds en 1859, le titre passe à son cousin, George Osborne, 2e baron Godolphin. Les titres de baron de Godolphin et duc de Leeds sont restés unis et se sont éteints à la mort de D'Arcy Osborne, le 12e duc en 1964.
L'héritier apparent du titre utilisait le titre de courtoisie de marquis de Carmarthen, son propre héritier apparent utilisait le titre de courtoisie de comte de Danby et l'héritier du comte de Danby, utilisait le titre de courtoisie de vicomte Latimer.

## Baronnet Osborne de Kiveton (1620)
- 1620-1647 : Edward Osborne (en) (1596-1647), 1er baronnet ;
- 1647-1712 : Thomas Osborne (1632-1712), 2e baronnet.

## Ducs de Leeds (1694)
- 1694-1712 : Thomas Osborne (1632-1712), marquis de Carmarthen ;
- 1712-1729 : Peregrine Osborne (1659-1729), baron Osborne ;
- 1729-1731 : Peregrine Osborne (1691-1731), baron Osborne ;
- 1731-1789 : Thomas Osborne (1713-1789) ;
- 1789-1799 : Francis Osborne (1751-1799), baron Osborne ;
- 1799-1838 : George Osborne (1775-1838) ;
- 1838-1859 : Francis D'Arcy-Osborne (1798-1859), baron Osborne ;
- 1859-1872 : George Osborne (1802-1872), baron Godolphin ;
- 1872-1895 : George Osborne (1828-1895) ;
- 1895-1927 : George Osborne (1862-1927) ;
- 1927-1963 : John Osborne (1901-1963) ;
- 1963-1964 : D'Arcy Osborne (1884-1964), meurt sans descendance, les titres s'éteignent à sa mort.